# Décès en 897
Décès
- 893
- 894
- 895
- 896
- 897
- 898
- 899
- 900
- 901

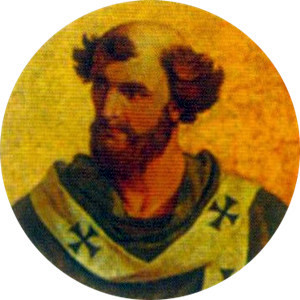
Romain mort en 897.

Cette page dresse une liste de personnalités mortes au cours de l'année 897 :
- août : Étienne VI, 113e pape.
- 11 août : Guifred le Velu, comte d'Urgell et de Cerdagne, de Conflent, de Barcelone, Gérone et d'Ausona.
- novembre : Romain, pape.
- 10 novembre[1] : Théophano (en), impératrice byzantine, épouse de Léon VI le Sage (ou 893[2]).

- Al Buhturi, poète de cour de Jafar al-Mutawakkil.
- Al-Yaqubi, historien et géographe arabe.
- Guy IV de Spolète, duc italien.
- Heahstan, évêque de Londres.
- Théodore II, pape.

date incertaine (vers 897)
- Minamoto Yoshiari, fonctionnaire de la cour japonaise pendant l'époque de Heian et fondateur de l'école Takeda d'archerie.

## Crédit d'auteurs
- Cet article est partiellement ou en totalité issu de l'article intitulé « 897 » (voir la liste des auteurs).